# Hugo Erb (Unternehmer)
Hugo Erb jun. (* 24. Februar 1918 in Winterthur; † 8. Juli 2003) war ein Schweizer Unternehmer, der die Erb-Gruppe von 1951 bis zu seinem Tod 2003 leitete.

## Kindheit, Jugend und Militärlaufbahn
Hugo Erb jun. wurde am 24. Februar 1918, inmitten des Ersten Weltkrieges, in einem Zug kurz vor dem Passieren der Schweizer Grenze geboren. Seine Eltern waren der Schweizer Automechaniker und spätere Gründer der Erb-Gruppe Hugo Erb sen. (1894–1952) und Barbara Erb (geborene Mayr, 1897–1983).
Noch während die junge Familie beim einzigen in der Schweiz gebliebenen Bruder Erb sen.s, Heinrich Erb, Asyl bezog, gründete Erb sen. 1920 die Autoreparaturwerkstatt «Hugo Erb».
Erb jun. besuchte  die Primarschule in Tössfeld, später die Sekundarschule Winterthur, die École Supérieure de Commerce in Neuchâtel und schliesslich 1934 die Fachschule für das Metallgewerbe in Winterthur. 1938 absolvierte er die Rekrutenschule, wurde Unteroffizier und trat wenige Zeit später in die Offiziersschule in Thun ein. 1945, nach sieben Jahren Aktivdienst während des Zweiten Weltkriegs, beendete Erb, der sich zum Major hochgedient hatte, seine Militärkarriere.

## Geschäftliche Laufbahn
Nach Ende des Zweiten Weltkrieges und einer Auseinandersetzung mit dem Vater, die auf die Scheidung der Eltern zurückzuführen war, gründete Erb jun. 1946 kurzerhand seine erste eigene Firma, der er ebenfalls den Namen «Hugo Erb» gab und die sich neben der Reparatur von PKWs nun auch mit dem Ein- und Verkauf u. a. von Autoersatzteilen befasste. Wegen der Konkurrenz zu der Reparaturwerkstatt des Vaters, die sich nur wenige Häuser entfernt befand, etablierte sich Erb jun. 1947 als Autohändler und übernahm die Vertretung seiner ersten zwei Automarken: aus Deutschland importierte er Wagen der Firma Adler, aus Frankreich Simca.
Nach dem Tod Hugo Erb sen.s 1952, der an den Folgen eines Autounfalls starb, vermachte dieser seine Firma nicht seinem Sohn, sondern seiner zweiten Ehefrau. Erst einige Jahre später, als die neue Besitzerin durch finanzielle Schwierigkeiten zum Verkauf gezwungen wurde, konnte Erb jun. den väterlichen Betrieb zurück erwerben. Mit 35 Jahren hielt er bereits die Vertretungsrechte an Mercedes, Henschel, Simca und Ford und galt als erfolgreicher Unternehmer.
In den nächsten Jahren kamen die Vertretungen der Firmen Alfa Romeo, Fiat und Opel dazu. 1975 begann Erb, zunächst unter dem Spott der Konkurrenz, die nur an einen europäischen und amerikanischen Markt glaubte, sich auf dem asiatischen Automarkt umzusehen. So importierte er ab 1977 als erster europäischer Vertreter Wagen der Marke Mitsubishi. Später folgten u. a. Suzuki (1980) sowie Hyundai (1989).
Bis 1982 war die Erb-Gruppe auf über 1000 Mitarbeiter angewachsen und erreichte einen Umsatz von 850 Mio. Franken mit einem Cashflow von 45 Mio. Franken.
Erb begann in den 1980er Jahren, in andere Branchen zu expandieren. So wurde 1983 die Uniwood Holding gegründet und mit den Übernahmen der Bruno Piatti AG (1984), des Marktführers im Küchenbau zu dieser Zeit, sowie der EgoKiefer AG (1987), mit damals ca. 30 Mio. Franken Umsatz ebenfalls Marktführer, dieser im Fenstergeschäft, in die Bau- und Holzbranche expandiert.
1989 folgte die Übernahme der Volcafe-Gruppe, die bis 2003 zum zweitgrössten Kaffeehändler der Welt heranwuchs.
Die Erb-Gruppe beschäftigte bis zu ihrem Untergang 2003 weltweit über 5000 Mitarbeiter in über 80 Firmen.

## Untergang des Erb-Imperiums
Im Jahr 2003 erwirtschaftete die Erb-Gruppe einen Umsatz von 4,5 Milliarden Franken. Durch ihre Beteiligung an der Concordia Bau und Boden AG (CBB) wurde der Erb-Gruppe, aufgrund einer Patronatserklärung, das Geld abgezogen. 2003 folgte der Konkurs.
Am 17. Dezember 2003 erhob die Staatsanwaltschaft Klagen in Höhe von 2,4 Milliarden Franken gegen die Erb-Gruppe. 2015 wurde der damalige CEO Rolf Erb wegen gewerbsmässigen Betrugs verurteilt.

## Privatleben
Hugo Erb hatte drei Kinder: Heinz Erb (* 22. Oktober 1949), welcher als Firmen-Nachfolger vorgesehen war, allerdings 1972 im Alter von nur 23 Jahren bei einem Autounfall in Deutschland ums Leben kam; Rolf Erb (2. September 1951–8. April 2017), der, obwohl er zunächst Kunstgeschichte in Florenz studiert hatte und gemäss eigenen Angaben ursprünglich Kunsthistoriker werden wollte, 1974 in das Familienunternehmen einstieg und dieses später auch bis zu seinem Untergang 2003 leitete, und Christian Erb (* 14. Februar 1959), ein ehemaliger Leichtathlet und Schweizer Rekordhalter im Diskuswerfen. 1994 erlitt Christian Erb wegen eines Autounfalls eine Querschnittslähmung und sitzt seither im Rollstuhl.
1969 erwarb Erb die Villa Wolfensberg in Winterthur, wo er bis kurz vor seinem Tod lebte. 1990 erwarb die Familie Erb das Schloss Eugensberg, welches sie umfassend restaurieren liess und bis 2017 bewohnte.
Hugo Erb erlag am 8. Juli 2003 seinem langen Kampf gegen den Nierenkrebs.